# Atropha fragilis
Atropha fragilis är en stekelart som beskrevs av André Seyrig 1932. Atropha fragilis ingår i släktet Atropha och familjen brokparasitsteklar. Inga underarter finns listade.